# Università di Tulsa
L’Università di Tulsa (TU) è un'università privata a Tulsa, nello stato dell'Oklahoma. Fondata nel 1894 dalla Chiesa presbiteriana, oggi è un'università non confessionale che offre corsi di laurea fino al dottorato.

## Storia
Sorta come scuola della Chiesa presbiteriana per i suoi adepti residenti a Muskogee, fu inaugurata in questa città nel 1882. Nel 1894 divenne un'università a tutti gli effetti, sia pure conservando lo status di istituzione privata. All'inizio del XX secolo, l'università rischiò la chiusura a causa di difficoltà finanziarie. Un'offerta del Tulsa Commercial Club fece sì che essa potesse rimanere attiva. Tutte le sue strutture furono quindi trasferite a Tulsa. Fino al 1908, la Kendall Hall, ossia la prima chiesa presbiteriana a Tulsa, veniva utilizzata come edificio per le lezioni.

## Organizzazione
L'università si suddivide in quattro college e una scuola:
- Henry Kendall College (College di Arti e Scienze)
- Collins College (College di Business)
- College di Ingegneria e Scienze Naturali
- College di Legge
- Scuola di specializzazione